# Évans
Evans – miejscowość i gmina we Francji, w regionie Burgundia-Franche-Comté, w departamencie Jura.
Według danych na rok 1990 gminę zamieszkiwało 459 osób, a gęstość zaludnienia wynosiła 47 osób/km² (wśród 1786 gmin Franche-Comté Evans plasuje się na 339. miejscu pod względem liczby ludności, natomiast pod względem powierzchni na miejscu 449.).